# 青野季吉

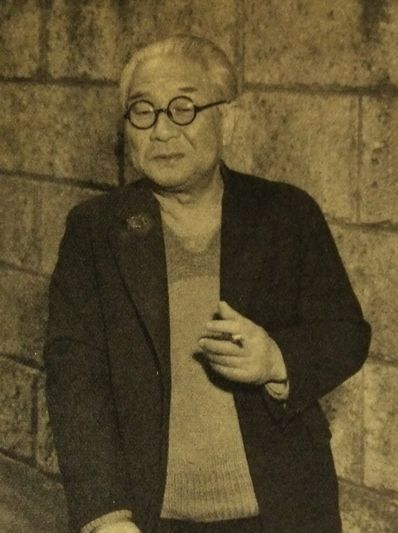
1954年

青野 季吉（あおの すえきち、1890年（明治23年）2月24日 - 1961年（昭和36年）6月23日）は、日本の文芸評論家。

## 生涯

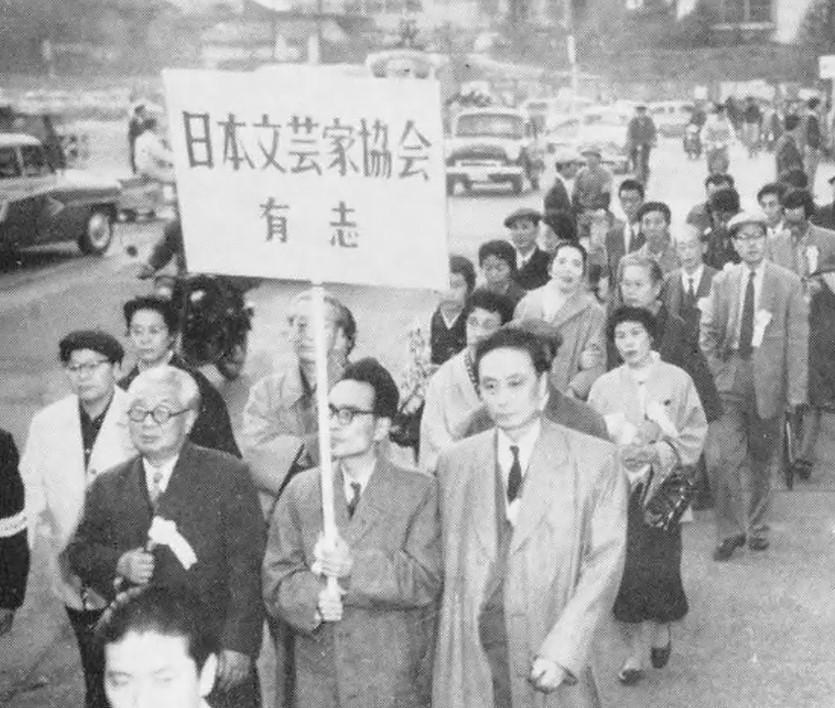
1958年10月8日、岸信介内閣は警察官職務執行法（警職法）の改正案を国会に上程した。同月から11月にかけて多数の団体が反対運動を行った。日本文藝家協会会長だった青野も会のメンバーとともにデモ行進した。

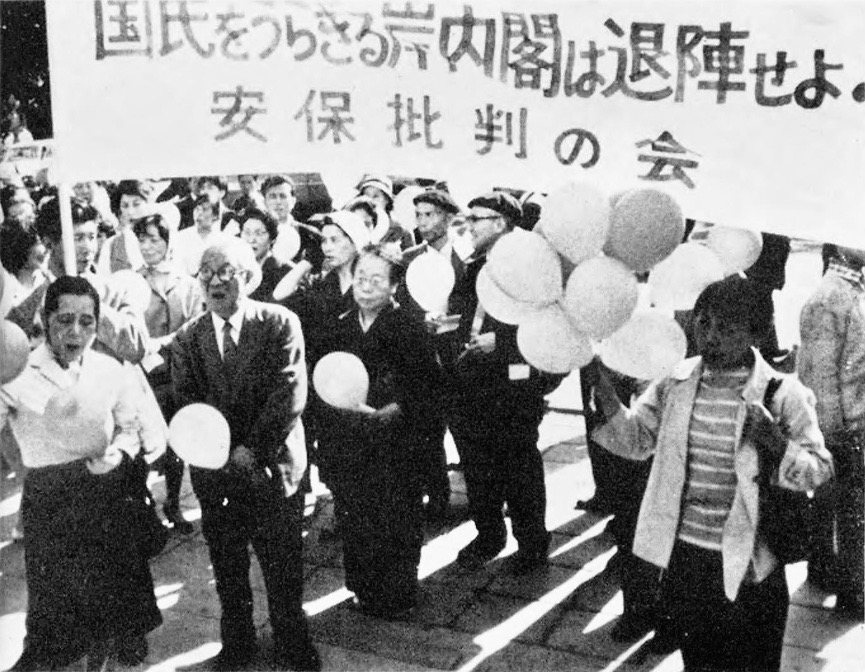
文化人や芸術家によって結成された「安保批判の会」の安保反対のデモ。旗の前にいる人物は左から深尾須磨子、青野季吉、野上弥生子、朝倉摂。その後ろに写っているのは壺井重治、岸輝子、佐多稲子、三宅艶子ら。

新潟県佐渡島出身。早稲田大学英文科卒業後、読売新聞記者となるが争議を指導したことにより解雇され、その後は新聞社を転々とした。
1919年（大正8年）、日本で最初にロープシンの『蒼ざめた馬』の翻訳を発表したのを機に、プロレタリア文学評論家として文筆活動を始め、1922年（大正11年）に「階級闘争と芸術運動」を発表。『種蒔く人』の同人として活動。「『調べた』芸術」（『文芸戦線』1925年7月）、「自然生長と目的意識」（『文芸戦線』1926年9月）、「目的意識論」などで、1920年代前半のプロレタリア文学運動の指導的な立場に立った。
評論活動のかたわら、（第一次）日本共産党員として実践活動をおこない、第一次共産党解散後、残務処理のための「ビューロー」で活動し、1924年（大正13年）には党の再建のため、徳田球一とともに上海に渡ったこともある。
帰国後は実践活動から退き、『文藝戦線』における文筆活動に専念した。1926年（大正15年）に最初の評論集『解放の芸術』を出版し、以後プロレタリア文学評論家として活動したが、1927年のプロレタリア文学団体の分裂の際には、労農芸術家連盟（労芸）に所属し、「文藝戦線」派の重鎮として、「戦旗」派とは一線を画した。労芸解散後の1938年（昭和13年）の第二次人民戦線事件で検挙された。
第二次世界大戦後は、日本ペンクラブの再建に尽力し、1948年（昭和23年）から副会長。
1949年（昭和24年）には発足したばかりの国語審議会の委員も務めた。
1950年（昭和25年）に『現代文学論』で第1回読売文学賞の文芸評論賞を受賞。1951年（昭和26年）から日本文藝家協会会長に就任。1956年（昭和31年）に日本芸術院会員。1958年（昭和33年）に『文学五十年』で毎日出版文化賞を受賞した。
1961年（昭和36年）6月23日、胃癌のため慶應義塾大学病院で死去。墓所は小平霊園。

## 人物
1911年、下谷の小学校教師・島田みづほ（瑞穂）と結婚するが、妻には子ができず、瑞穂が病気で実家へ帰っている間に松井松栄（1910-1945）を愛人として共同生活を送り、四人の子供をなす。作家の青野聰はその次男か三男。戦後そのことを知った瑞穂が四人の子供を育てたことは青野聰の「母と子の契約」に詳しい。

## 著書

### 単著
- 『無産政党と社会運動』白揚社、1925年10月。NDLJP:1018536。
- 『解放の芸術』解放社〈解放群書 第2編〉、1926年4月。NDLJP:1019150。
- 『転換期の文学』春秋社、1927年2月。
  - 『転換期の文学』日本図書センター〈近代文芸評論叢書 1〉、1990年10月。ISBN 9784820591153。
- 『観念形態論 宗教・哲学・倫理・芸術』南宋書院〈無産者自由大学 第10講座〉、1928年7月。NDLJP:1085807。
- 『社会思想と中産階級』春秋社〈春秋文庫 第1部 第20〉、1929年9月。NDLJP:1465256。
- 『マルクス主義文学闘争』神谷書店、1929年12月。NDLJP:1879410 NDLJP:10298091。
- 『サラリーマン恐怖時代』先進社、1930年3月。NDLJP:1442915 NDLJP:1709765 NDLJP:1712054 NDLJP:2389926。
  - 『サラリーマン恐怖時代』日本図書センター〈文化社会学基本文献集 第1期（戦前編） 第6巻〉、2011年6月。ISBN 9784284401531。
- 『マルキシズム文学論』天人社〈新芸術論システム 第2巻〉、1930年5月。
  - 『マルキシズム文学論』ゆまに書房〈新芸術論システム 2〉、1991年5月。ISBN 9784896684179。
- 『社会は何故に悩むか』改造社、1930年10月。NDLJP:1268982。
- 『或る時代の群像』日本評論社〈新作長編小説選集〉、1930年11月。
- 『実践的文学論』千倉書房、1930年12月。
- 『観念形態論』竜生堂書店〈プロレタリア大学講座〉、1931年11月。
- 『プロレタリア文学論』日本大学出版部〈日本大学芸術科講座 文芸篇〉、1935年10月。
- 『文芸と社会』中央公論社、1936年4月。
- 『文学と精神』河出書房、1940年10月。
- 『文学概論』河出書房〈新文学論全集 第1巻〉、1940年11月。
- 『経堂襍記』筑摩書房、1941年1月。
- 『文学の場所』高山書店、1941年1月。NDLJP:1127333。
- 『文学の本願』桜井書店、1941年11月。
- 『回心の文学』有光社〈有光名作選集 11〉、1942年1月。
- 『文学の美徳』小学館、1942年8月。
- 『佐渡』小山書店〈新風土記叢書 第3編〉、1942年11月。
- 『一つの石』有光社、1943年7月。NDLJP:1069450。
- 『文学と人間』玄同社〈玄同文庫〉、1946年6月。
- 『共産主義要論 その学説と進展の過程』社会書房、1946年7月。
- 『芸術の園』東京文化社、1946年7月。
- 『社会思想入門』会津書房、1946年8月。
- 『文学歴程』万里閣、1946年10月。
- 『西洋文芸批評史』三興書林、1947年3月。
- 『読書論』川崎出版社〈川崎文庫 2〉、1947年6月。
- 『評論集戦争と平和』鱒書房、1947年10月。
- 『文学的人生論』桜井書店、1947年10月。
  - 『文学的人生論』三笠書房〈三笠文庫 第153〉、1953年7月。
- 『一九一九年』新興芸術社、1947年11月。
- 『私の文学手記』日東出版社、1947年12月。
- 『明治文学入門』全国書房、1948年2月。
  - 『明治文学入門』社会思想研究会出版部〈現代教養文庫 83〉、1953年3月。
- 『現代文学論』六興出版社、1949年10月。
  - 『現代文学論』河出書房〈市民文庫 第35〉、1951年5月。
- 『小説について』印刷庁〈青年双書 7〉、1950年7月。
- 日本近代文学研究会 編『青野季吉選集』河出書房、1950年8月。
- 『文学今昔』ジープ社、1950年9月。
- 『革命と文学』社会思想研究会出版部〈現代教養文庫 95 青野季吉選集 1〉、1953年5月。
- 『現代作家論』社会思想研究会出版部〈現代教養文庫 96 青野季吉選集 2〉、1953年5月。
- 『文学と人生』社会思想研究会出版部〈現代教養文庫 97 青野季吉選集 3〉、1953年5月。
- 『文学五十年』筑摩書房、1957年12月。
- 『文学という鏡』彌生書房、1957年12月。
  - 『文学五十年』日本図書センター〈近代作家研究叢書 76〉、1990年1月。ISBN 9784820590316。
- 『文学の歴史と作家 日本文学の窓』春歩堂、1959年7月。
- 『青野季吉日記』河出書房新社、1964年7月。

### 翻訳
- ボリス・サヴィンコフ『蒼ざめたる馬』冬夏社〈自由文化叢書 第2編〉、1919年10月。NDLJP:962553。
- アンリ・バルビュス『闘争に赫く光』日本評論社出版部、1923年4月。NDLJP:977472。
- ロープシン『蒼ざめたる馬』随筆社、1924年5月。NDLJP:979448。
- ウラジーミル・レーニン『帝国主義論 資本主義最後の階段としての帝国主義』希望閣、1924年6月。NDLJP:1021192。
  - ウラジーミル・レーニン『改訳 帝国主義論 資本主義最後の階段としての帝国主義』希望閣、1925年11月。NDLJP:2215209 NDLJP:10298852。
- ロバート・オウエン『人類に与ふ』人文会出版部〈世界名著叢書 第3〉、1926年1月。NDLJP:1018435。
- ウラジーミル・レーニン『何を為すべきか』白揚社、1926年11月。NDLJP:1018717。
- ウラジーミル・レーニン『内外政策』レーニン著作集刊行会〈レーニン著作集 第7巻〉、1926年12月。NDLJP:1018717。
- ヤロスラウスキー『レーニン その生涯と事業』南宋書院、1927年6月。NDLJP:1149948。
- ウラジーミル・レーニン『帝国主義論』白揚社、1928年1月。NDLJP:10298851。
- アダム・スミス『国富論』 上巻、春秋社〈世界大思想全集 11〉、1928年2月。
- ヨシフ・スターリン『無産階級の戦略・戦術』文芸戦線社、1928年9月。
- アダム・スミス『国富論』 下巻、春秋社〈世界大思想全集 12〉、1929年1月。
- レードラー『社会思想物語』 上巻、春秋社、1929年6月。
- レフ・トロツキー『自己暴露 わが生活 第1部』アルス、1930年7月。NDLJP:1149259 NDLJP:10298480。
- レフ・トロツキー『革命裸像 わが生活』アルス、1930年12月。NDLJP:1179903。
- エルンスト・グレエザー『媾和とパン』四六書院〈国際プロレタリア叢書〉、1931年10月。
- レフ・トロツキー『わが生涯』 （上）、改造社〈改造文庫 第1部 第149篇〉、1937年8月。NDLJP:1180867。
- レフ・トロツキー『わが生涯』 （中）、改造社〈改造文庫 第1部 第150篇〉、1937年9月。NDLJP:1180877。
- レフ・トロツキー『わが生涯』 （下）、改造社〈改造文庫 第1部 第151篇〉、1937年10月。NDLJP:1180884。
- ヨシフ・スターリン『プロレタリアートの戦略と戦術 スターリンの二論文』社会書房、1946年8月。

### 共訳
- ダヴィト・リャザーノフ 著、青野季吉・石沢新二 訳『マルクス・エンゲルス伝』南宋書院、1927年7月。
- ウラジーミル・レーニン 著、青野季吉・秋田清一 訳『民族問題』白揚社〈レーニン叢書 第12編〉、1928年3月。

## 参考
- 日本近代文学大辞典